# 3x3x2魔術方塊

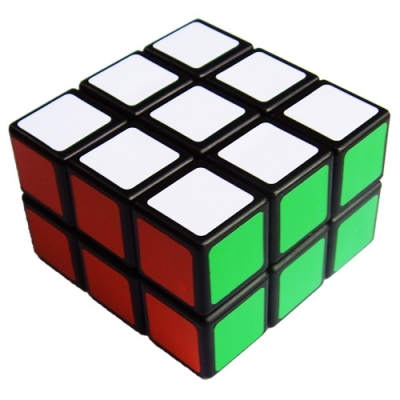
3x3x2魔術方塊

3x3x2魔術方塊是三階魔術方塊的變形。他的外型就是三階魔術方塊的上下2層組合起來的；它的結構是用兩個十字形卡榫(舊型)，各固定住8個方塊。後期廠商的新型結構接近一般三階彈簧式軸心，增加容錯率與轉動滑順度，也較舊型耐用好轉。解法部分可用三階、四階方式復原，但也要用獨立的公式來完成部分步驟。3x3x2魔術方塊的解法邏輯亦可以應用到3x3x4魔術方塊、2x2x3魔術方塊等魔術方塊上。

## 變化
先以其中一個角塊為基準點，剩下7個角塊位置可以互相交換有 7! = 5,040種變化。
有8個邊塊位置可互換，所以有 8! = 40,320 種變化。中心兩塊可以互換，有兩種變化。
{\displaystyle 7!\times 8!\times 2=406425600}
共有406,425,600種變化。

## 解法

### 第一步
還原一個邊長3x3的面，你可以先完成十字再調整角塊，可使用R2 U R2 U' R2將角塊從上層帶到下層，邊長3x3，共計9塊。

### 第二步
調整角塊位置，可使用公式 R2 U R2 U' R2 F2 U' F2 U F2 U' 將上層右方角塊前後對調，此步驟每個邊最多有1塊需調整，共計4塊。如果一層中的一個面上有兩個同色的角塊時，將它放在上層左方轉此公式即可完成。

### 第三步
調整邊塊位置，每側面最多有一個邊塊需調整，共計4塊。
- 對邊互換公式：R2 U2 R2 U2 R2 U2，將R2 U2重複轉3次。
- 鄰邊互換公式：R2 D B2 - R2 U2 R2 U2 R2 U2 - B2 D' R2，就是先轉R2將其中一塊調到下面，轉D把它轉到後面，再轉B2轉上來，轉對邊互換，再倒回來。
- 順時針三邊互換公式：L2 U' L2 U L2 - F2 - R2 U R2 U' R2 - F2
- 逆時針三邊互換公式：R2 U R2 U' R2 - F2 - L2 U' L2 U L2 - F2

## 變體

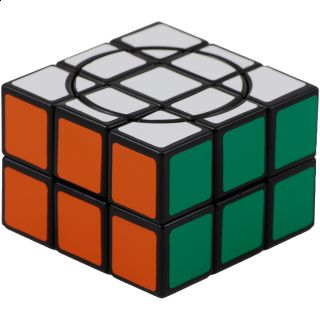
crazy 3x3x2，3x3x2魔術方塊的變體之一

3x3x2魔術方塊的變體有crazy 3x3x2等。